# Championnat de France de basket-ball de deuxième division 2023-2024
Navigation
Saison 2022-2023 Saison 2024-2025
La saison 2023-2024 de Pro B est la quatre-vingt-cinquième édition du deuxième plus haut niveau du championnat de France masculine de basket-ball, la trente-septième sous l'appellation « Pro B ». Les meilleures équipes de la division accèdent à la Betclic Élite la saison suivante.
| \| Aix-Maurienne Angers Antibes Boulazac Châlons-Reims Denain Évreux Fos-sur-Mer Gries-Souffel La Rochelle Lille Nantes Orléans Pau-Lacq-Orthez Poitiers Rouen Saint-Chamond Vichy-Clermont \| Localisation des clubs engagés. |
| Aix-Maurienne Angers Antibes Boulazac Châlons-Reims Denain Évreux Fos-sur-Mer Gries-Souffel La Rochelle Lille Nantes Orléans Pau-Lacq-Orthez Poitiers Rouen Saint-Chamond Vichy-Clermont                                       |

## Formule
Dix-huit clubs professionnels s'affrontent lors de la saison régulière qui se déroule du 13 octobre 2023 au 10 mai 2024. Chaque équipe dispute trente-quatre matchs, dont dix-sept à domicile et dix-sept à l'extérieur, soit deux rencontres contre chaque adversaire de la division. À l'issue de la saison, les équipes classées 17e et 18e sont reléguées en NM1. Elles sont remplacées par les deux clubs promus de cette même division sous condition de satisfaire aux règles du contrôles de la gestion financière et au cahier des charges imposé aux clubs de Pro B. En cas de défection des clubs promus de NM1 à ces conditions, le 17e voire le 18e de Pro B peuvent être repêchés.
Exceptionnellement, dû au passage de 18 à 16 équipes en Betclic Élite à partir de la saison 2024-2025, Le 1er du classement n'est pas directement promu en Betclic Élite. Les équipes classées de la 1re à la 7e place lors de la saison régulière sont qualifiées pour les playoffs, en compagnie du vainqueur de la Leaders Cup de Pro B, ou du 8e de saison régulière dans le cas où le vainqueur de la Leaders Cup de Pro B termine la saison régulière dans les sept premiers ou se trouve relégué en NM1.
Ce tournoi se tient après la saison régulière. Les quarts de finale opposent le premier de la saison régulière au vainqueur de la Leaders Cup de Pro B ou le huitième (dans le cas où le vainqueur de la Leaders Cup de Pro B termine la saison régulière dans les sept premiers ou se trouve relégué en NM1), le deuxième au septième, le troisième au sixième et le quatrième au cinquième, et se disputent au meilleur des 3 manches, au même titre que les demi-finales et la finale. L'équipe vainqueur de la finale accède à la Betclic Élite et est titrée Championne de France Pro B.
Ce tournoi se tient en mai et juin 2024, après la saison régulière. Seul le vainqueur des playoffs accède à la Betclic Élite la saison suivante.
Depuis la saison 2014-2015, les 18 équipes disputent avant la saison la Leaders Cup de Pro B. Cette compétition se déroule dans un premier temps sous forme de poules géographiques (6 poules géographiques de 3 équipes). À l'issue de la première phase, les 8 meilleures équipes disputent la phase finale (les premiers de chaque groupe et les meilleurs seconds) sont qualifiés pour les quarts de finale. La finale a lieu à Saint-Chamond en lever de rideau de la finale de la Leaders Cup de Betclic Élite. Le vainqueur se voit offrir une qualification directe pour les playoffs d'accession :
- si le club vainqueur est classé de 1 à 7 à la fin de la saison régulière, le club classé 8e participera aux playoffs d'accession.
- si le club vainqueur est classé de 8 à 16, il fera les playoffs d'accession avec les clubs classés de 1 à 7.
- si le club vainqueur est classé 17 ou 18e à la fin de la saison régulière et relégable en NM1, il ne participera pas aux playoffs d'accession et sera remplacé par le 8e de la saison régulière[2].

## Clubs participants

### Clubs engagés
| Club                          | Class. 2023         | Entraîneur          | Salle                                        | Capacité  | Ville(s)                   |
| ----------------------------- | ------------------- | ------------------- | -------------------------------------------- | --------- | -------------------------- |
| Élan béarnais Pau-Lacq-Orthez | 17e (Betclic Élite) | Éric Bartecheky     | Palais des sports de Pau                     | 7 707     | Pau                        |
| Fos Provence Basket           | 18e (Betclic Élite) | Rémi Giuitta        | Halle des sports Parsemain                   | 1 750     | Fos-sur-Mer                |
| Champagne Basket              | 3e                  | Thomas Andrieux     | Reims Arena                                  | 5 500     | Châlons-en-Champagne Reims |
| Lille Métropole Basket        | 4e                  | Maxime Bézin        | Palais des sports Saint-Sauveur              | 1 835     | Lille                      |
| Boulazac Basket Dordogne      | 5e                  | Alexandre Ménard    | Le Palio                                     | 5 200     | Boulazac Isle Manoire      |
| Olympique d'Antibes           | 6e                  | Daniel Goethals     | Azur Arena Antibes                           | 5 249     | Antibes                    |
| Orléans Loiret Basket         | 7e                  | Germain Castano     | CO'Met Arena                                 | 9 500     | Orléans                    |
| Jeanne d'Arc de Vichy         | 8e                  | Guillaume Vizade    | Palais des Sports Pierre Coulon              | 3 300     | Vichy                      |
| Alliance Sport Alsace         | 9e                  | Julien Espinosa     | Salle des Sept Arpents Espace Sport La Foret | 632 1 450 | Gries Souffelweyersheim    |
| ALM Évreux Basket             | 10e                 | Nedeljko Ašćerić    | Centre Omnisports - Salle Jean Fourré        | 3 290     | Évreux                     |
| Étoile Angers Basket          | 11e                 | Ali Bouziane        | Salle Jean Bouin                             | 3 700     | Angers                     |
| Stade rochelais basket        | 12e                 | Julien Cortey       | Salle Gaston Neveur                          | 1 994     | La Rochelle                |
| Saint-Chamond Basket          | 13e                 | Maxime Nelaton      | Arena Saint-Étienne Métropole                | 4 200     | Saint-Chamond              |
| ASC Denain Voltaire PH        | 14e                 | Rémy Valin          | Salle Jean Degros                            | 2 500     | Denain                     |
| Aix Maurienne Savoie Basket   | 15e                 | Emmanuel Schmitt    | Halle Marlioz                                | 1 500     | Aix-les-Bains              |
| Nantes Basket Hermine         | 16e                 | Laurent Pluvy       | La Trocardière                               | 4 185     | Nantes                     |
| Rouen Métropole Basket        | 1re (NM1)           | Sylvain Delorme     | Kindarena                                    | 5 789     | Rouen                      |
| Poitiers Basket 86            | 4e (NM1)            | Andy Thornton-Jones | Salle omnisports Jean-Pierre-Garnier         | 2 270     | Poitiers                   |

Légende des couleurs
- Promu de NM1 2022-2023
- Relégué de Betclic Élite 2022-2023

### Classement
Source : Classement sur le site de la Ligue Nationale de Basket.
| Rang | Équipe            | %  | J  | G  | P  | Pp   | Pc   | GA   |
| ---- | ----------------- | -- | -- | -- | -- | ---- | ---- | ---- |
| 1    | La Rochelle       | 79 | 34 | 27 | 7  | 2665 | 2392 | 273  |
| 2    | Vichy L           | 74 | 34 | 25 | 9  | 2871 | 2658 | 213  |
| 3    | Boulazac          | 65 | 34 | 22 | 12 | 2647 | 2528 | 119  |
| 4    | Orléans           | 59 | 34 | 20 | 14 | 2793 | 2780 | 13   |
| 5    | Rouen P           | 59 | 34 | 20 | 14 | 2799 | 2750 | 49   |
| 6    | Châlons-Reims     | 56 | 34 | 19 | 15 | 2750 | 2624 | 126  |
| 7    | Pau-Lacq-Orthez R | 53 | 34 | 18 | 16 | 2695 | 2658 | 37   |
| 8    | Gries-Souffel     | 50 | 34 | 17 | 17 | 2686 | 2675 | 11   |
| 9    | Antibes           | 50 | 34 | 17 | 17 | 2754 | 2781 | -27  |
| 10   | Poitiers P        | 47 | 34 | 16 | 18 | 2736 | 2774 | -38  |
| 11   | Lille             | 47 | 34 | 16 | 18 | 2563 | 2558 | 5    |
| 12   | Saint-Chamond     | 44 | 34 | 15 | 19 | 2766 | 2799 | -33  |
| 13   | Nantes            | 41 | 34 | 14 | 20 | 2769 | 2842 | -73  |
| 14   | Aix-Maurienne     | 41 | 34 | 14 | 20 | 2758 | 2887 | -129 |
| 15   | Denain            | 38 | 34 | 13 | 21 | 2624 | 2741 | -117 |
| 16   | Fos-sur-Mer R     | 35 | 34 | 12 | 22 | 2647 | 2687 | -40  |
| 17   | Évreux            | 32 | 34 | 11 | 23 | 2682 | 2831 | -149 |
| 18   | Angers            | 29 | 34 | 10 | 24 | 2680 | 2920 | -240 |

| Légende :                                                      |
| - Qualification pour les playoffs d'accession en Betclic Élite |
| - Relégation en NM1                                            |
|                                                                |
| P : Promu de NM1 2022-2023                                     |
| R : Relégué de Betclic Élite 2022-2023                         |
| L : Vainqueur de la Leaders Cup Pro B                          |

Règles de classement :
1. Pourcentage de victoires (Ratio de victoires divisé par le nombre de défaites)[5]
2. Goal-average sur l'ensemble des rencontres disputées entre les équipes à départager
3. Plus grand nombre de points inscrits sur l'ensemble des rencontres disputées entre les équipes à départager
4. Goal-average sur l'ensemble du championnat entre les équipes à départager
5. Plus grand nombre de points inscrits sur l'ensemble du championnat entre les équipes à départager

### Matches
| Résultats (dom.\ext.)                                              | AIX    | ANG    | ANT    | BOU   | CHA   | DEN    | EVR     | FOS   | GRS    | LAR    | LIL   | NAN    | ORL     | PAU   | POI     | ROU   | STC    | VIC    |
| Aix-Maurienne                                                      |        | 88-79  | 75-69  | 77-84 | 74-72 | 86-90  | 87-75   | 76-96 | 99-94  | 79-82  | 69-77 | 88-85  | 96-78   | 73-93 | 102-100 | 63-93 | 88-93  | 85-89  |
| Angers                                                             | 83-94  |        | 73-91  | 71-65 | 68-83 | 82-71  | 82-78   | 92-88 | 79-80  | 56-79  | 74-77 | 80-85  | 92-105  | 83-92 | 99-81   | 75-78 | 94-92  | 67-78  |
| Antibes                                                            | 83-82  | 92-77  |        | 66-58 | 83-94 | 84-85  | 77-93   | 81-80 | 94-100 | 72-69  | 79-71 | 90-82  | 69-74   | 82-77 | 83-69   | 80-78 | 79-91  | 90-80  |
| Boulazac                                                           | 87-76  | 79-66  | 86-69  |       | 70-78 | 98-70  | 66-74   | 75-65 | 68-54  | 73-70  | 70-68 | 97-75  | 81-74   | 82-76 | 83-74   | 90-69 | 79-62  | 74-70  |
| Châlons-Reims                                                      | 93-82  | 96-65  | 96-68  | 79-82 |       | 80-58  | 80-76   | 81-79 | 75-62  | 77-82  | 68-70 | 83-74  | 69-89   | 75-68 | 69-72   | 83-87 | 83-88  | 100-77 |
| Denain                                                             | 88-83  | 59-63  | 84-86  | 72-71 | 76-71 |        | 87-72   | 74-70 | 89-90  | 66-82  | 69-86 | 87-84  | 71-76   | 75-60 | 70-72   | 83-84 | 69-84  | 70-81  |
| Évreux                                                             | 92-98  | 90-94  | 76-96  | 75-80 | 87-99 | 78-76  |         | 71-70 | 69-76  | 77-90  | 77-89 | 78-70  | 112-118 | 74-73 | 76-64   | 65-73 | 62-78  | 76-79  |
| Fos-sur-Mer                                                        | 71-62  | 75-72  | 82-84  | 68-69 | 91-98 | 71-75  | 80-73   |       | 77-89  | 69-57  | 84-95 | 83-58  | 74-81   | 90-97 | 96-98   | 83-70 | 86-78  | 68-81  |
| Gries-Souffel                                                      | 80-57  | 88-75  | 83-71  | 86-61 | 70-73 | 81-97  | 76-65   | 52-76 |        | 69-75  | 73-81 | 100-77 | 84-96   | 85-67 | 86-78   | 77-64 | 88-72  | 83-79  |
| La Rochelle                                                        | 85-80  | 100-92 | 87-78  | 76-63 | 87-73 | 83-66  | 79-70   | 76-55 | 102-74 |        | 65-63 | 75-76  | 76-64   | 84-68 | 89-64   | 79-66 | 66-56  | 87-74  |
| Lille                                                              | 72-75  | 80-72  | 87-84  | 64-52 | 79-80 | 87-66  | 70-77   | 82-83 | 64-80  | 74-71  |       | 66-70  | 64-69   | 76-79 | 56-68   | 73-66 | 68-64  | 62-86  |
| Nantes                                                             | 92-79  | 111-67 | 88-103 | 83-75 | 90-73 | 84-101 | 87-96   | 82-70 | 84-71  | 60-97  | 85-77 |        | 88-95   | 73-77 | 73-67   | 89-71 | 110-92 | 67-72  |
| Orléans                                                            | 75-80  | 94-98  | 86-82  | 74-90 | 86-90 | 83-78  | 71-80   | 79-71 | 84-75  | 58-74  | 96-87 | 96-85  |         | 87-82 | 89-85   | 78-79 | 81-72  | 81-85  |
| Pau-Lacq-Orthez                                                    | 91-94  | 79-83  | 66-87  | 84-80 | 87-65 | 94-88  | 82-73   | 87-71 | 71-66  | 65-52  | 82-65 | 89-78  | 76-64   |       | 77-78   | 70-74 | 80-78  | 94-91  |
| Poitiers                                                           | 75-89  | 86-76  | 80-69  | 94-85 | 76-72 | 81-75  | 84-89   | 72-78 | 86-81  | 83-87  | 91-96 | 81-74  | 91-83   | 78-80 |         | 68-58 | 108-77 | 79-93  |
| Rouen                                                              | 91-85  | 103-88 | 92-78  | 88-91 | 75-68 | 90-94  | 89-74   | 88-85 | 90-71  | 110-67 | 70-90 | 92-88  | 72-78   | 91-88 | 97-95   |       | 98-92  | 84-77  |
| Saint-Chamond                                                      | 75-63  | 88-86  | 85-70  | 87-99 | 62-82 | 85-78  | 111-100 | 97-76 | 94-90  | 61-64  | 98-92 | 80-83  | 84-89   | 70-62 | 78-84   | 93-79 |        | 75-78  |
| Vichy-Clermont                                                     | 105-74 | 95-77  | 95-85  | 94-84 | 94-92 | 79-67  | 100-82  | 85-86 | 86-82  | 61-71  | 66-55 | 94-79  | 88-62   | 93-82 | 89-74   | 92-90 | 85-74  |        |
| - Victoire à domicile - Victoire à l'extérieur - Match non disputé |        |        |        |       |       |        |         |       |        |        |       |        |         |       |         |       |        |        |

## Playoffs d'accession

### Tableau
|  | Quarts de finale | Quarts de finale | Quarts de finale | Quarts de finale | Quarts de finale |    |          | Demi-finales | Demi-finales | Demi-finales | Demi-finales | Demi-finales |  |  | Finale | Finale      | Finale | Finale | Finale |
|  |                  |                  |                  |                  |                  |    |          |              |              |              |              |              |  |  |        |             |        |        |        |
|  | 1                | La Rochelle      | 68               | 73               | 75               |    |          |              |              |              |              |              |  |  |        |             |        |        |        |
|  | 8                | Gries-Souffel    | 54               | 80               | 54               |    |          |              |              |              |              |              |  |  |        |             |        |        |        |
|  | 8                | Gries-Souffel    | 54               | 80               | 54               |    | 1        | La Rochelle  | 73           | 70           | -            |              |  |  |        |             |        |        |        |
|  |                  |                  |                  |                  |                  |    | 1        | La Rochelle  | 73           | 70           | -            |              |  |  |        |             |        |        |        |
|  |                  | 5                | Rouen            | 70               | 61               | -  |          |              |              |              |              |              |  |  |        |             |        |        |        |
|  | 4                | 5                | Rouen            | 70               | 61               | -  | Orléans  | 82           | 76           | 82           |              |              |  |  |        |             |        |        |        |
|  | 4                |                  |                  |                  |                  |    | Orléans  | 82           | 76           | 82           |              |              |  |  |        |             |        |        |        |
|  | 5                | Rouen            | 77               | 84               | 101              |    |          |              |              |              |              |              |  |  |        |             |        |        |        |
|  |                  |                  |                  |                  |                  |    |          |              |              |              |              |              |  |  | 1      | La Rochelle | 67     | 72     | -      |
|  |                  | 3                | Boulazac         | 49               | 67ap             | -  |          |              |              |              |              |              |  |  |        |             |        |        |        |
|  | 2                | Vichy            | 85               | 73               | -                |    |          |              |              |              |              |              |  |  |        |             |        |        |        |
|  | 7                | Pau-Lacq-Orthez  | 71               | 72               | -                |    |          |              |              |              |              |              |  |  |        |             |        |        |        |
|  | 7                | Pau-Lacq-Orthez  | 71               | 72               | -                |    | 2        | Vichy        | 91           | 60           | 82           |              |  |  |        |             |        |        |        |
|  |                  |                  |                  |                  |                  |    | 2        | Vichy        | 91           | 60           | 82           |              |  |  |        |             |        |        |        |
|  |                  | 3                | Boulazac         | 74               | 90               | 86 |          |              |              |              |              |              |  |  |        |             |        |        |        |
|  | 3                | 3                | Boulazac         | 74               | 90               | 86 | Boulazac | 70           | 69           | -            |              |              |  |  |        |             |        |        |        |
|  | 3                |                  |                  |                  |                  |    | Boulazac | 70           | 69           | -            |              |              |  |  |        |             |        |        |        |
|  | 6                | Châlons-Reims    | 59               | 67               | -                |    |          |              |              |              |              |              |  |  |        |             |        |        |        |

Les deux premiers matchs de la finale sont retransmis par France 3 NoA, et l'éventuel troisième match par France 3 Régions.

## Leaders Cup

### Phase de groupes
Les 18 équipes participant au championnat sont réparties en six poules géographiques de trois équipes. Chaque équipe dispute quatre rencontres en tout (deux à domicile et deux à l'extérieur). Les équipes terminant à la première place de leur poule ainsi que les deux meilleurs deuxièmes sont qualifiés pour le tableau final.
| Poule A       | Poule B       | Poule C | Poule D         | Poule E        | Poule F       |
| ------------- | ------------- | ------- | --------------- | -------------- | ------------- |
| Denain        | Châlons-Reims | Orléans | La Rochelle     | Boulazac       | Aix-Maurienne |
| Gries-Souffel | Évreux        | Angers  | Pau-Lacq-Orthez | Saint-Chamond  | Antibes       |
| Lille         | Rouen         | Nantes  | Poitiers        | Vichy-Clermont | Fos-sur-Mer   |

### Tableau final
À l'issue de la phase de groupes, les six premiers de chaque poule et les deux meilleurs deuxièmes sont qualifiés pour les quarts de finale.
|  | Quarts de finale | Quarts de finale | Quarts de finale | Quarts de finale | Quarts de finale |     |                | Demi-finales  | Demi-finales | Demi-finales | Demi-finales | Demi-finales |  |  | Finale | Finale         | Finale |
|  |                  |                  |                  |                  |                  |     |                |               |              |              |              |              |  |  |        |                |        |
|  | 1                | Nantes           | 78               | 80               | 158              |     |                |               |              |              |              |              |  |  |        |                |        |
|  | 8                | Poitiers         | 93               | 69               | 162              |     |                |               |              |              |              |              |  |  |        |                |        |
|  | 8                | Poitiers         | 93               | 69               | 162              |     | 8              | Poitiers      | 73           | 74           | 147          |              |  |  |        |                |        |
|  |                  |                  |                  |                  |                  |     | 8              | Poitiers      | 73           | 74           | 147          |              |  |  |        |                |        |
|  |                  | 4                | Vichy-Clermont   | 83               | 84               | 167 |                |               |              |              |              |              |  |  |        |                |        |
|  | 4                | 4                | Vichy-Clermont   | 83               | 84               | 167 | Vichy-Clermont | 69            | 96           | 165          |              |              |  |  |        |                |        |
|  | 4                |                  |                  |                  |                  |     | Vichy-Clermont | 69            | 96           | 165          |              |              |  |  |        |                |        |
|  | 5                | La Rochelle      | 86               | 72               | 158              |     |                |               |              |              |              |              |  |  |        |                |        |
|  |                  |                  |                  |                  |                  |     |                |               |              |              |              |              |  |  | 4      | Vichy-Clermont | 97     |
|  |                  | 6                | Châlons-Reims    | 90               |                  |     |                |               |              |              |              |              |  |  |        |                |        |
|  | 3                | Antibes          | 79               | 77               | 156              |     |                |               |              |              |              |              |  |  |        |                |        |
|  | 6                | Châlons-Reims    | 97               | 89               | 186              |     |                |               |              |              |              |              |  |  |        |                |        |
|  | 6                | Châlons-Reims    | 97               | 89               | 186              |     | 6              | Châlons-Reims | 73           | 80           | 153          |              |  |  |        |                |        |
|  |                  |                  |                  |                  |                  |     | 6              | Châlons-Reims | 73           | 80           | 153          |              |  |  |        |                |        |
|  |                  | 2                | Lille            | 78               | 71               | 147 |                |               |              |              |              |              |  |  |        |                |        |
|  | 2                | 2                | Lille            | 78               | 71               | 147 | Lille          | 70            | 102          | 172          |              |              |  |  |        |                |        |
|  | 2                |                  |                  |                  |                  |     | Lille          | 70            | 102          | 172          |              |              |  |  |        |                |        |
|  | 7                | Aix-Maurienne    | 77               | 79               | 156              |     |                |               |              |              |              |              |  |  |        |                |        |